# Serpenticobitidae
Loches serpents
Famille
Les Serpenticobitidae, communément appelés les « Loches serpents », sont une famille monotypique de poissons d'eau douce de l’ordre des Cypriniformes. Elle n'est représentée que par le genre Serpenticobitis. Ces petites loches se rencontrent dans le bassin du Mékong en Asie du Sud-Est.

## Systématique
Le nom valide de ce taxon est Serpenticobitidae Kottelat, 2012,.

## Publication originale
- (en) Maurice Kottelat, « Conspectus Cobitidum: An Inventory of the Loaches of the World (Teleostei: Cypriniformes: Cobitoidei) », The Raffles Bulletin of Zoology, Lee Kong Chian Natural History Museum (d), vol. Supplement No. 26,‎ 28 décembre 2012, p. 1-199 (ISSN 0217-2445 et 2345-7600, lire en ligne).